# لويس جون جيل
لويس جون جيل (بالإنجليزية: Louis John Gill) هو مهندس معماري أمريكي، ولد في 5 سبتمبر 1885 في سيراكيوز في الولايات المتحدة، وتوفي في 19 أغسطس 1969 في إستوديو سيتي ‏ في الولايات المتحدة.